# Neuschnee
 (novembre 2020).
Neuschnee est un groupe originaire de Vienne en Autriche constitué autour du compositeur berlinois Hans Wagner, qui combine la musique classique avec les styles pop, grunge et électronique.

## Histoire
Le groupe a été fondé en 2006 à l'Académie de musique et des arts du spectacle de Vienne et était initialement composé uniquement du chanteur et compositeur Hans Wagner et d'un quatuor à cordes. Les membres originaux du quatuor étaient Philipp Treiber (violon), Florian Wildhalm (violon), Ina Nikolow (alto) et Frederic Couson (violoncelle). En 2008, le premier album Wegweiser est paru en tant que première sortie du label indépendant viennois Problembär Records. Pour l'album Bipolar en 2011, le quatuor à cordes s'est élargi pour inclure la batterie et les éléments électroniques. La plupart des chansons de l'album Bipolar ont été enregistrées dans le line-up retenu pour l'album Schneckenkönig : Hans Wagner (chant et divers instruments), Clemens Wannebacher (batterie), Julia Pichler (violon), Julia Lacherstorfer (violon), Wei-Ya Lin (alto), Raimund Seidl (violoncelle), Benjamin Wuthe (ingénierie du son en direct). La chorale Coro Siamo et un ensemble de cuivres ont également contribué à l'album Schneckenkönig.

## Style
Avec l'album Bipolar, il est devenu clair que le groupe combine les influences de la musique classique - selon leurs propres déclarations même de la musique de la Renaissance - avec les moyens modernes de la musique pop et rock. Les textes, écrits et chantés par Hans Wagner en allemand, traitent de sujets intemporels et populaires tels que l'amour ainsi que les problèmes sociaux actuels.
Selon Der Standard, qui commente l'album Okay sorti début 2018, les paroles du groupe sont tirées de la vie quotidienne et oscillent entre le non-sens et la lutte des classes ( « Faites d'abord confiance au marché / Et ensuite, quand la crise survient, construisez un mur. Qui est le ver [la larve], à qui appartient le bacon [le lard] / Les machines que nous construisons nous-mêmes nous enlèvent notre travail. » ).

## Discographie
- 2008 : Wegweiser (Album, Problembär Records )
- 2011 : Bipolar (Album, Problembär Records)
- 2016 : Schneckenkönig (Album, Problembär Records)
- 2018 : OK (album, Problembär Records)[7]